# Edward Wygnaniec

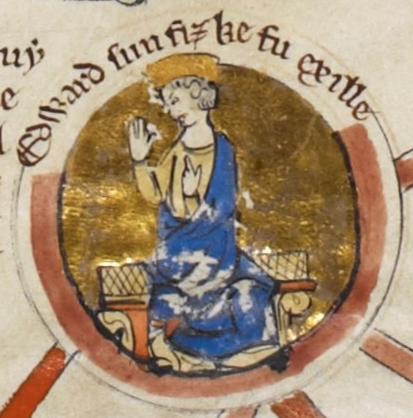
Edward Wygnaniec

Edward Wygnaniec, ang. Edward the Exile (ur. 1016, zm. 19 kwietnia 1057); syn króla Anglii Edmunda Żelaznobokiego i Ealdgyth (Edyty). Jego żoną była Agata, której pochodzenie jest do dzisiaj nie całkiem jasne.

## Życiorys
Większość życia spędził na wygnaniu w Kijowie i na Węgrzech – stąd przydomek. W 1057 r. na prośbę Edwarda Wyznawcy powrócił do Anglii, gdzie wkrótce zmarł.
Ojciec króla Anglii Edgara Æthelinga i Małgorzaty, późniejszej królowej Szkocji.